# Dschabal Sauda
Der Dschabal Sauda (2998,7 m; arabisch جبل السودة, DMG Ǧabal as-Sauda) ist ein Berg in Saudi-Arabien. Oft wird er als höchster Berg des Landes angesehen, jedoch haben neuere Messungen ergeben, dass der etwa 100 km südöstlich gelegene Dschabal Ferwaʿ wohl der höhere der beiden Berge ist.
Der Dschabal Sauda liegt im Asir-Gebirge rund 13 Kilometer nordwestlich von Abha, der Hauptstadt der Provinz Asir. Die genaue Höhe und damit auch sein Status als höchster Berg des Landes sind jedoch umstritten, es werden auch Höhen von fast 3100 m angegeben. Das SRTM etwa gibt 2985 Meter an.